# Rock 'n' Roll High School (canción)
«Rock 'n' Roll High School» es una canción del grupo de punk rock Ramones, la canción es parte de la banda sonora de la película Rock 'n' Roll High School (en donde aparece el grupo tocando la canción) y fue regrabada para su álbum de 1980 End of the Century.
en Reino Unido llegó al número 67 en el UK Singles Chart. En Bélgica alcanzó en puesto número 7 y en Países Bajos el 5.
cuenta con un video en el cual se muestra al grupo en una sala de detención de una escuela secundaria, donde el baterista Marky Ramone, vestido de drag, interpreta el papel de la maestra.
Es una canción rápida influenciada en el Rock and Roll pero sin dejar esos toques de Punk Rock de la banda.

## Posicionamiento en listas

### Listas semanales
| Listas (1979–1980)                 | Máxima posición |
| ---------------------------------- | --------------- |
| Australia (Kent Music Report)      | 41              |
| Bélgica (Flandes) (Ultratop 50)    | 7               |
| Países Bajos (Dutch Top 40)        | 8               |
| Países Bajos (Mega Single Top 100) | 5               |
| Reino Unido (UK Singles Chart)     | 67              |

### Listas de fin de año
| Lista (1980)                  | Posición |
| ----------------------------- | -------- |
| Bélgica (Ultratop Flanders)   | 59       |
| Países Bajos (Dutch Top 40)   | 68       |
| Países Bajos (Single Top 100) | 32       |